# 828년

## 연호
- 당(唐) 대화(大和) 2년
- 일본(日本) 덴초(天長) 5년

## 기년
- 당(唐) 문종(文宗) 2년
- 신라(新羅) 흥덕왕(興德王) 3년
- 발해(渤海) 선왕(宣王) 11년

## 사건
- 흥덕왕이 장보고에게 1만 군사를 주고 청해진 (지금의 완도군)이 완성이 되었다.